# Gelopellis shanxiensis
Gelopellis shanxiensis är en svampart som beskrevs av B. Liu & K. Tao 1988. Gelopellis shanxiensis ingår i släktet Gelopellis och familjen Claustulaceae.   Inga underarter finns listade i Catalogue of Life.